# Повіна
Повіна (словац. Povina) — село, громада округу Кисуцьке Нове Место, Жилінський край. Кадастрова площа громади — 19,13 км².
Населення 1166 осіб (станом на 31 грудня 2018 року).

## Історія
Повіна згадується 1438 року.

## Географія
Протікає Повінський потік.

## Населення
| Рік:            | 1994. | 2004.   | 2014.   | 2024.   |
| --------------- | ----- | ------- | ------- | ------- |
| Кількість осіб: | 1113  | 1123    | 1147    | 1149    |
| Різниця:        |       | +0,89 % | +2,13 % | +0,17 % |

| Рік:            | 2023. | 2024.   |
| --------------- | ----- | ------- |
| Кількість осіб: | 1146  | 1149    |
| Різниця:        |       | +0,26 % |